# Damasonium
Damasonium ist eine Pflanzengattung aus der Familie der Froschlöffelgewächse (Alismataceae).

## Beschreibung

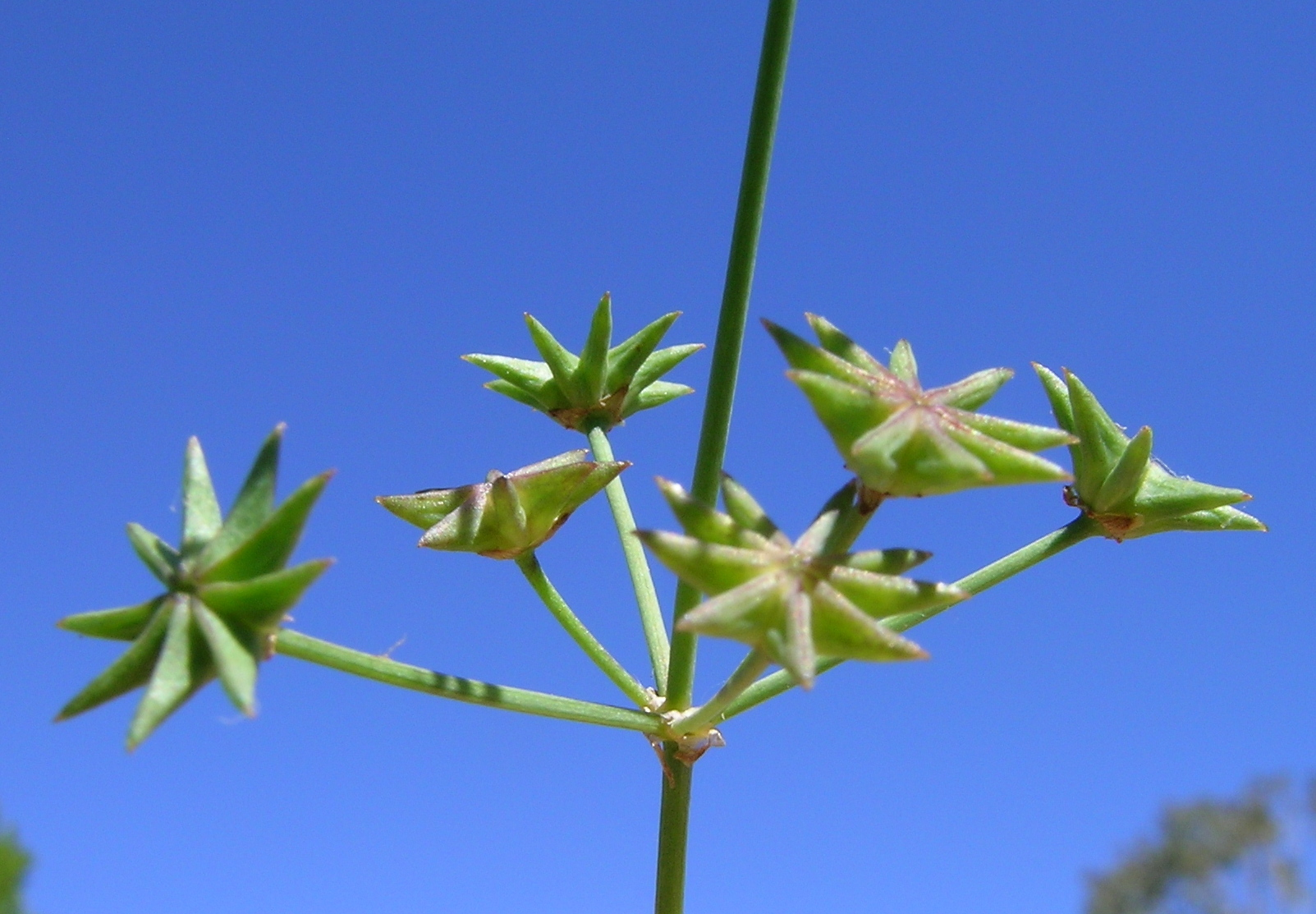
Früchte von Damasonium minus in einem Quirl

### Vegetative Merkmale
Die  Damasonium-Arten sind ausdauernde krautige Pflanzen. Die kahlen Pflanzenteile sind schwimmend oder aus dem Wasser herausragend. Rhizome fehlen in der Regel. Stolonen fehlen. Wurzelknollen sind vorhanden, Sprossknollen fehlen dagegen. Die Wurzeln sind nicht septiert.
Die Laubblätter sind in Blattstiel und Blattspreite gegliedert. Der Blattstiel ist dreikantig. Die Blattspreite weist keine transparenten Stellen auf, ist schmal lanzettlich bis eiförmig und ihre Basis ist abgerundet bis spitz zulaufend. Basale Lappen sind nicht vorhanden. Der Blattrand ist ganz, das Ende zugespitzt. 

### Generative Merkmale
Die aufrechten, aus dem Wasser herausragenden traubigen, selten auch rispigen Blütenstände bestehen aus ein bis neun Quirlen. Den Blütenstielen gegenüber befinden sich Tragblätter; sie sind viel kürzer als die Blütenstiele, lanzettlich bis eiförmig-lanzettlich und zugespitzt. Die Blütenstiele sind aufsteigend bis aufrecht.
Die zwittrigen Blüten sind dreizählig. Der Blütenboden ist flach. Die Kelchblätter sind aufrecht und häutig. Die Kronblätter sind weiß oder rosa und ausgebissen. Es sind sechs Staubblätter vorhanden. Die Staubfäden sind geweitet und unbehaart. Die 6 bis 15 Stempel sind in einem einzigen Ring angeordnet. Es sind ein oder zwei Samenanlagen vorhanden. Die Griffel sind endständig.
Die Früchte sind in Längsrichtung gerippt und seitlich zusammengedrückt.
Die Chromosomengrundzahl beträgt x = 7. 

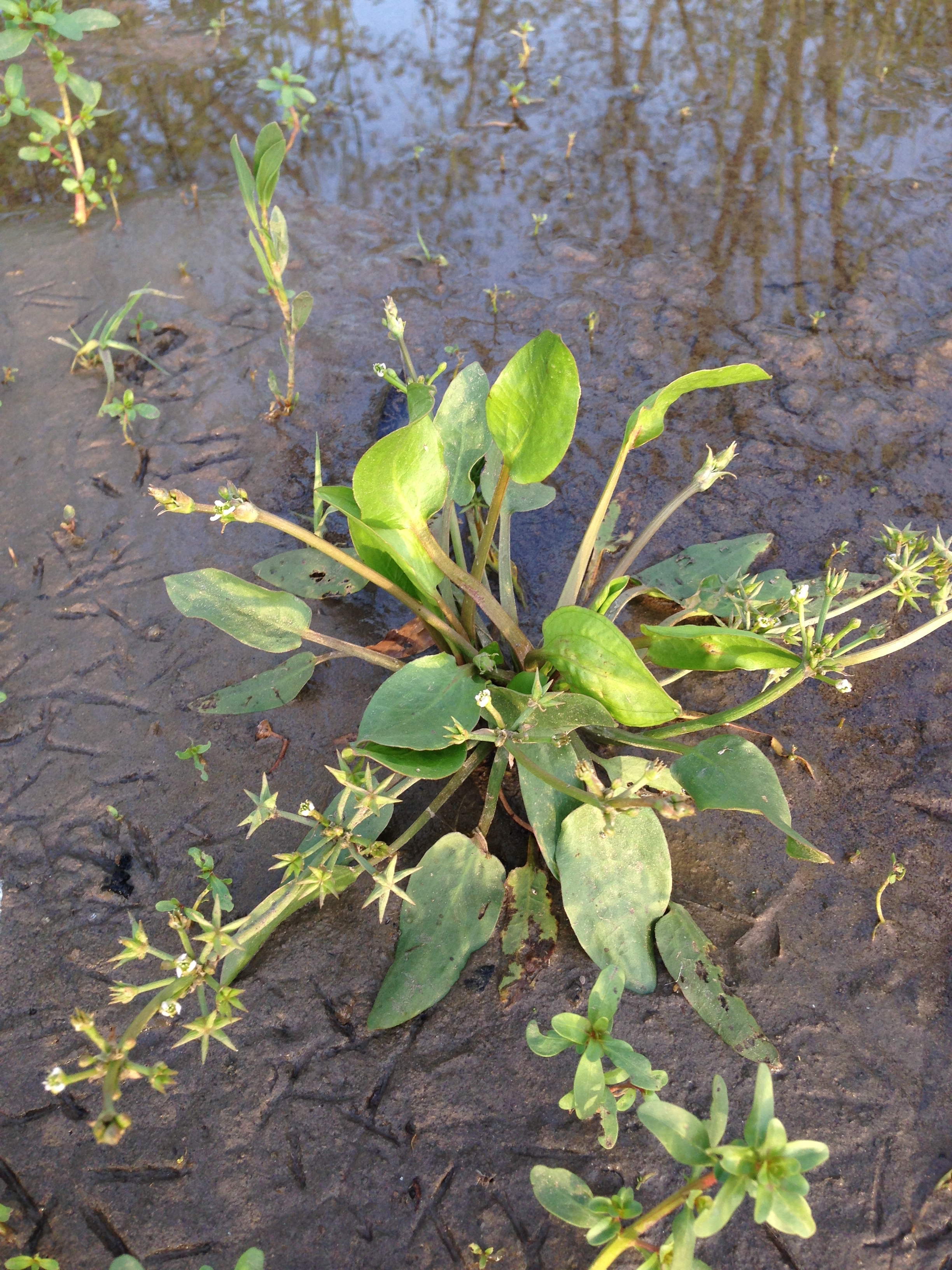
Habitus von Damasonium alisma im Habitat

## Systematik und Verbreitung
Die Gattung Damasonium wurde 1754 von Philip Miller aufgestellt. Typusart ist Damasonium alisma Mill. Synonyme für Damasonium Mill. sind Actinocarpus R.Br., Machaerocarpus Small.
Die Gattung Damasonium liegt in Eurasien, Australien und Nordamerika verbreitet.
Die Gattung Damasonium umfasst sechs Arten:
- Damasonium alisma Mill.: Sie ist von Europa bis Sibirien verbreitet.[2]
- Damasonium bourgaei Coss.: Sie ist vom Mittelmeerraum bis Ostindien verbreitet.[2]
- Damasonium californicum Torr. : Sie ist von Oregon bis Zentral-Kalifornien verbreitet.[2]
- Damasonium constrictum Juz.: Sie ist von Sibirien bis Zentralasien verbreitet.[2]
- Damasonium minus (R.Br.) Buchenau: Sie ist im südlichen und östlichen Australien verbreitet.[2]
- Damasonium polyspermum Coss.: Sie ist im westlichen und zentralen Mittelmeerraum verbreitet.[2]

## Belege